# 林真一郎
林 真一郎（はやし しんいちろう、1965年8月31日 - ）は、ラジオ関西の元アナウンサー。奈良県奈良市出身。主にスポーツの実況を担当する。
愛称真ちゃん（自称）、キャス、ハヤキャス(この愛称は「ばんばひろふみ・ラジオ・DE・SHOW!」出演第一回（2006年4月から登場）にばんばひろふみが命名)。
中学生のころ、ラジオの深夜放送が流行しており、（特に人気があったのは角淳一アナウンサーの「すみからすみまで角淳一です」。）角淳一アナウンサーにあこがれて中学一年生の秋にアナウンサーになることを志した。
奈良県立斑鳩高等学校（現・奈良県立法隆寺国際高等学校）卒業。大阪芸術大学卒業。アナウンサーの入社試験を受けていた当時、既に同じ読み方の朝日放送の林伸一郎アナウンサーが有名だったため、面接を受けるたびに『どこかで聞いたような名前だ』というような反応がよく返って来たという。その朝日放送を受験した時は「うちにも同じ名前のアナがいるんで、君が入社したら何と呼ぼうか」といった反応が返ってきたとのこと。
2007年4月からの24時間放送に伴い、時報（一部時間の00分前）の読み上げを担当している「お聞きの放送は、ラジオ関西です。（午前/午後）○○時になります」（録音されており、自動的に再生される。番組によっては、深夜でも何時と読み上げている）
2016年7月16日（県立和歌山対和歌山高専）、7月17日（和歌山南稜対智辯和歌山）、和歌山放送（ラジオ）にて全国高校野球選手権和歌山大会の実況を行う。
2018年7月14日（向陽対和高専）、7月21日（桐蔭対和歌山工業）、和歌山放送（ラジオ）にて全国高校野球選手権和歌山大会の実況を行う。
2024年3月をもってラジオ関西を退社した。

## 現在の担当番組
- PUSHI!（月・火）（2020年4月～）

## 過去の担当番組
- CRぶっとびリクエスト〜ラジオ応援団〜
- ラジオ・パンプキン
- KOBEサウンドクレパス
- サンデー・ブルーウェーブ・スタジアム
- まるごと!スポーツサンデー
- クイズじゃこまつハニオ
- チャチャラジオ（2004年8月 - 2006年3月30日）
- ラジオ関西 パーフェクト競馬!（2005年4月 - 2006年3月）
- シティ&タウンインフォメーションこちら社町です
- ラジオふるさと便（ラジオ関西レポーター）
- ばんばひろふみ!ラジオ・DE・しょー!（2006年4月7日 - ）16:30 - 17:30までの出演
- ラジ関金曜 小山乃里子です
- ラジ関アフタヌーン（2006年4月 - ）こちらはプロデューサー業
- アナウンサーでつづるラジオ関西60年
- おどろき戦隊モモノキファイブ（2009年4月 - 2017年）ナレーション
- 時間です!林編集長（2009年4月～2020年3月）